# Omestia bella
Omestia bella är en fjärilsart som beskrevs av George Thomas Bethune-Baker 1908. Omestia bella ingår i släktet Omestia och familjen tandspinnare. Inga underarter finns listade i Catalogue of Life.